# Lai Mohammed
Pour les articles homonymes, voir Mohammed.
Lai Raufu Mohammed, né le 6 décembre 1951, est un avocat et homme politique nigérian. Porte-parole du Congrès des progressistes quand il était parti d'opposition, il assure le poste de Ministre de l'Information et de la Culture du Nigéria de 2015 à 2023.

## Biographie
Né dans l'État de Kwara à la fin de l'année 1951, Lai Mohammed étudie le français à l'université Obafemi-Awolowo d'Ife, à l'université Cheikh-Anta-Diop de Dakar, puis au Centre audio-visuel de langues modernes de Vichy en France. Il fait ses études de droit à l'université de Lagos.

En octobre 2002, il est agressé lors de festivités à Oke-Onigbin (en) alors qu'il est candidat aux élections de l'État de Kwara pour le siège de gouverneur. Il ne quitte pas la politique pour autant et s'investit dans le Congrès des progressistes (APC), principal parti d'opposition face au président Goodluck Jonathan. Celui-ci perd les élections en 2015 au profit de l'APC. Porte-parole du parti victorieux, Lai Mohammed commente alors :
« L'histoire est en marche. C'est la première fois au Nigeria qu'un gouvernement sortant sera chassé du pouvoir par les urnes en recourant uniquement à des moyens démocratiques. »
Il tempère son optimisme par le constat dramatique que « jamais dans l'histoire de notre pays un gouvernement quelconque n'a transmis à un autre gouvernement un pays aussi sinistré. »
Le gouvernement nouvellement élu présidé par Muhammadu Buhari lui confie alors le poste de Ministre de l'Information et de la Culture. Dans cette fonction, il soutient et présente lui-même en 2019 une mise en scène exceptionnelle de la tragédie La Mort et l'écuyer du roi de Wole Soyinka, montée à l'occasion du 30e anniversaire du dramaturge prix Nobel de littérature 1986. Le grand classique nigérian, joué par la National Troupe of Nigeria (NTN), est dirigé par Mike Anyanwu face au dramaturge lui-même qui y assiste au milieu du public. Lai Mohammed souligne alors dans son introduction l'importance pour le Nigéria d'investir dans le domaine de la culture.